# Mammiferi dell'Irlanda
In Irlanda vivono 31 specie di mammiferi, alcuni dei quali sono nativi mentre altri sono stati inavvertitamente o deliberatamente introdotti sul suolo irlandese dall'uomo negli 8000 anni d'età dell'isola.
Nella lista sono nominate anche le specie che sono state portate all'estinzione dall'uomo.

## Primates

### Hominidae
- Uomo, Homo sapiens

## Carnivora

### Canidae
- Volpe rossa, Vulpes vulpes
- Lupo grigio, Canis lupus lupus, cacciato fino all'estinzione nel 1783

### Mustelidae
- Ermellino, Mustela erminea
- Tasso europeo, Meles meles
- Lontra europea, Lutra lutra
- Visone americano, Mustela vison, introdotto come incidente a seguito di una fuga da un allevamento di animali da pelliccia nel XX secolo[senza fonte]
- Martora, Martes martes

### Pinnipedia
- Foca comune, Phoca vitulina
- Foca grigia o alichero, Halichoerus grypus

## Rodientia

### Muridae
- Topo domestico, Mus musculus, specie introdotta
- Ratto comune o ratto nero, Rattus rattus, introdotto circa mille anni fa[senza fonte]
- Topo selvatico, Apodemus sylvaticus
- Arvicola rossastra, Clethrionomys glareolus, specie introdotta

### Sciuridae
- Scoiattolo comune, Sciurus vulgaris
- Scoiattolo grigio nordamericano, Sciurus carolinensis, introdotto nel 1911[senza fonte]

## Lagomorpha

### Leporidae
- Coniglio europeo, Oryctolagus cuniculus, introdotto attorno al XII secolo dai Normanni[senza fonte]
- Lepre artica, Lepus timidus
- Lepre europea, Lepus europaeus, specie introdotta

## Artiodactyla

### Cervidae
- Cervo europeo o cervo nobile, Cervus elaphus
- Sika, Cervus nippon, specie introdotta
- Daino, Dama dama, introdotto nel XII secolo[senza fonte]
- Cervo gigante, Megaloceros giganteus, si estinse circa nel 5700 a.C.[senza fonte]

## Cetacea

### Odontoceti
- Orca, Orcinus orca
- Tursiope o delfino dal naso a bottiglia, Tursiops truncatus

### Mysticeti
- Balenottera minore, Balaenoptera acutorostrata